# 翼药花属
翼药花属（学名：Pternandra）是野牡丹科下的一个属，为小乔木或灌木植物。该属共有约2种，分布于亚洲东南部。